# CM-VI-5
El CM-VI-5 es un Camino Municipal que une las localidades de Villarino de los Aires y Cabeza de Framontanos. 
Discurre íntegramente por el término municipal de Villarino de los Aires.

## Recorrido
El camino vecinal CM-VI-5 tiene su origen en Villarino de los Aires en la intersección con la carretera DSA-563, y termina en la intersección con la carretera DSA-561 en Cabeza de Framontanos.
| Villarino de los Aires (Intersección con ) - Cabeza de Framontanos (Intersección con ) | Villarino de los Aires (Intersección con ) - Cabeza de Framontanos (Intersección con ) | Villarino de los Aires (Intersección con ) - Cabeza de Framontanos (Intersección con ) | Villarino de los Aires (Intersección con ) - Cabeza de Framontanos (Intersección con ) | Villarino de los Aires (Intersección con ) - Cabeza de Framontanos (Intersección con ) | Villarino de los Aires (Intersección con ) - Cabeza de Framontanos (Intersección con ) | Villarino de los Aires (Intersección con ) - Cabeza de Framontanos (Intersección con ) | Villarino de los Aires (Intersección con ) - Cabeza de Framontanos (Intersección con ) | Villarino de los Aires (Intersección con ) - Cabeza de Framontanos (Intersección con ) | Villarino de los Aires (Intersección con ) - Cabeza de Framontanos (Intersección con ) | Villarino de los Aires (Intersección con ) - Cabeza de Framontanos (Intersección con ) |
| Esquema                                                                                | PK                                                                                     | Sentido Cabeza de Framontanos                                                          | Sentido Cabeza de Framontanos                                                          | Sentido Cabeza de Framontanos                                                          | Sentido Cabeza de Framontanos                                                          | Sentido Villarino de los Aires                                                         | Sentido Villarino de los Aires                                                         | Sentido Villarino de los Aires                                                         | Sentido Villarino de los Aires                                                         | Notas                                                                                  |
| Esquema                                                                                | PK                                                                                     | Velocidad                                                                              | Elemento                                                                               | Salida                                                                                 | Salida                                                                                 | Salida                                                                                 | Salida                                                                                 | Elemento                                                                               | Velocidad                                                                              | Notas                                                                                  |
| Esquema                                                                                | PK                                                                                     | Velocidad                                                                              | Elemento                                                                               | Dir.                                                                                   | Nombre                                                                                 | Nombre                                                                                 | Dir.                                                                                   | Elemento                                                                               | Velocidad                                                                              | Notas                                                                                  |
| -------------------------------------------------------------------------------------- | -------------------------------------------------------------------------------------- | -------------------------------------------------------------------------------------- | -------------------------------------------------------------------------------------- | -------------------------------------------------------------------------------------- | -------------------------------------------------------------------------------------- | -------------------------------------------------------------------------------------- | -------------------------------------------------------------------------------------- | -------------------------------------------------------------------------------------- | -------------------------------------------------------------------------------------- | -------------------------------------------------------------------------------------- |
|                                                                                        | 0,0                                                                                    |                                                                                        |                                                                                        |                                                                                        | Trabanca Ledesma                                                                       | Trabanca Ledesma                                                                       | Trabanca Ledesma                                                                       |                                                                                        |                                                                                        |                                                                                        |
|                                                                                        | 0,0                                                                                    | Pereña de la Ribera Masueco                                                            |                                                                                        |                                                                                        |                                                                                        |                                                                                        |                                                                                        |                                                                                        |                                                                                        |                                                                                        |
|                                                                                        | 0,5                                                                                    |                                                                                        |                                                                                        | VILLARINO DE LOS AIRES                                                                 | VILLARINO DE LOS AIRES                                                                 | VILLARINO DE LOS AIRES                                                                 | VILLARINO DE LOS AIRES                                                                 |                                                                                        |                                                                                        |                                                                                        |
|                                                                                        | 8,0                                                                                    |                                                                                        |                                                                                        | CABEZA DE FRAMONTANOS                                                                  | CABEZA DE FRAMONTANOS                                                                  | CABEZA DE FRAMONTANOS                                                                  | CABEZA DE FRAMONTANOS                                                                  |                                                                                        |                                                                                        |                                                                                        |
|                                                                                        | 8,300                                                                                  |                                                                                        |                                                                                        | Pereña de la Ribera                                                                    | Pereña de la Ribera                                                                    | Pereña de la Ribera                                                                    |                                                                                        |                                                                                        |                                                                                        |                                                                                        |
| Trabanca                                                                               | 8,300                                                                                  |                                                                                        |                                                                                        |                                                                                        |                                                                                        |                                                                                        |                                                                                        |                                                                                        |                                                                                        |                                                                                        |